# Bogárdi Zoltán
Bogárdi Zoltán (Kispéc, 1947. augusztus 30. –) magyar kertészmérnök, politikus, országgyűlési képviselő.

## Életpályája
Szülei: Bogárdi Károly (1914-?) és Gerencsér Karolina (1912–1994) voltak. A kispéci általános iskola után a csornai Csukás Zoltán Mezőgazdasági Technikumban tanult, 1965-ben
érettségizett. 1966–1971 között a Kertészeti Egyetem hallgatója volt. 1971–1972 között a kispéci termelőszövetkezet gyakornoka, 1972–1973 között telepvezetője volt. 1973–1979 között az Országos Vetőmag- és Szaporítóanyag-felügyelőségen főelőadó volt. 1974–1975 között fél évig a vietnami háborúban katonai tolmács volt. 1979–1985 között a bernecebaráti termelőszövetkezet bogyósgyümölcs-termelési rendszerének vezető helyettese volt. 1983-tól a Rakpart Klub egyik vezetője. 1985-től parasztgazda. 1988–1989 között a Honismereti és Társadalompolitikai Klubok Országos Tanácsának elnöke volt. 1992–1994 között a Bábolnai Rt. igazgatótanácsának elnöke volt.

### Politikai pályája
1987-től az MDF tagja, 1989–1990 között, valamint 1991–1994 között az országos elnökség tagja volt. 1990–1992 között a Gazdasági bizottság tagja, valamint a mezőgazdasági albizottság elnöke volt. 1990–1998 között országgyűlési képviselő (1990–1994: Szob), majd 1992–1994 között az Európai Közösségi Ügyek Bizottságának tagja, 1993–1998 között a Mezőgazdasági bizottság tagja volt. 1994-ben az ügyvezető elnökség tagja, 1994–1996 között a Környezetvédelmi bizottság tagja, 1996–1998 között az MDF frakcióvezető-helyettese volt. 1998-ban képviselőjelölt volt.